# Полиандрия
Полиандрия (от поли … и на гръцки: aner, родит. падеж на гръцки: andros – мъж) (многомъжество) е рядка форма на полигамия, при която жената има няколко брачни съюза с няколко мъже. Има сведения за съществуването на полиандрия още в древна Месопотамия. Известен е закон на царя на град Лагаш от XXIV в. пр. Хр. Уруинимгина, с който той забранява полиандрията в своята държава. През 19 век е съществувала при алеутите и някои групи ескимоси; по-късно е съхранена в някои етнографски групи в Южна Индия и Тибет.
Полиандротно семейство може да в две форми:
- нефратернално (неродствено)
- фратернално (братско)

## В природата
При насекомите за полиандри се считат тези видове, в които женските индивиди са много по-малко от мъжките като примерно при мравките и др.